# 大溪洗耳
大溪 洗耳（おおたに せんじ、1932年10月24日-2003年5月14日）は、書家。新潟県川西町生まれ。「日本教育書道藝術院」創立者。

## 略歴
- 昭和7年（1932年） - 新潟県川西町に生まれる。
- 昭和33年（1958年） - 東京学芸大学書道科卒業。
- 昭和38年（1963年） - 大溪洗耳主宰による書道団体獏会と日本書道評論家集団を合併統一して、「日本教育書道藝術院」創立。
- 昭和51年（1976年） - 月刊誌「教育書藝」創刊。
- 昭和54年（1979年） - 第1回個展「近作百選」を銀座にて開催。
- 昭和54年（1979年） - 東京新聞主催「東京書作展」審査員に就任。（第1回展より）
- 昭和60年（1985年） - 著書「戦後日本の書をダメにした七人」「続・戦後日本の書をダメにした七人」発売。
- 昭和61年（1986年） - 母校、東京学芸大学にて講演会「王羲之と古今亭志ん生」
- 平成8年（1996年） - 會津八一没後四十年記念特別講演会。（新潟市美術館講堂にて）
- 平成12年（2000年） - 中国洛陽・白園回廊に作品建碑。（日本を代表する書家三十名）

没後
- 平成21年（2009年） - 中国西安、「西遊記」の登場人物として有名な玄奘三蔵（三蔵法師）の菩提寺である興教寺 (西安市)の境内に、大溪洗耳の書を刻した「大溪洗耳墨蹟塔」を建立。

## 主な著書
- 『四季の手本集』–1981
- 『彷徨・芸術と女と』–1982
- 『書志貫徹』–1984
- 『戦後日本の書をダメにした七人』–1985
- 『続・戦後日本の書をダメにした七人』–1985
- 『王羲之大好きオジサンの憂鬱』–1995
- 『現代書の創作におけるリズムと呼吸』（ビデオ・DVD）